# Mandela Day
Mandela Day è un brano del gruppo scozzese Simple Minds del 1989, ottava canzone del loro ottavo album Street Fighting Years.
Fu scritto da Jim Kerr, Charlie Burchill e Mick MacNeil per il Concerto tributo per i 70 anni di Nelson Mandela svoltosi l'11 giugno 1988 a Wembley, nel quale la band fu la prima ad accettare l'invito, e l'unica a scrivere un brano dedicato a Madiba.
In un articolo apparso su La Stampa del 27 luglio 2010, il frontman del gruppo ha dichiarato: «In realtà Street fighting years è il nostro solo album davvero politico, su sedici o diciassette. La geografia è cambiata, qualcosa di nuovo è successo in Sudafrica e a Belfast, ma purtroppo violenza e razzismo sono ancora problemi attuali, così Mandela Day continua ad aver senso anche se Mandela è libero. Per questo la suoniamo ancora, non abbiamo bisogno di scrivere altro».